# Čestmír Vycpálek
Čestmír Vycpálek (Praga, 15 maggio 1921 – Palermo, 5 maggio 2002) è stato un allenatore di calcio e calciatore cecoslovacco, di ruolo centrocampista.

## Biografia
Era lo zio materno di Zdeněk Zeman e veniva soprannominato informalmente Cesto.
Il padre Přemysl vedeva in lui un grande campione e, da grande tifoso dello Slavia Praga, ogni settimana lo portava allo stadio "Spartan". La madre Jarmila, tuttavia, voleva che il giovane concludesse gli studi: Čestmír superò le classi del ginnasio e quelle dell'Accademia Commerciale, sicché a 17 anni ebbe diploma e lasciapassare dei dirigenti dello Slavia Praga per giocare nella prima squadra. Negli anni dell'adolescenza, nel pieno del periodo interbellico, si ritrovò a vivere sotto l'occupazione tedesca della Cecoslovacchia; nel 1944, sul finire della seconda guerra mondiale, Čestmír fu deportato nel campo di concentramento di Dachau ove passò otto mesi in condizioni estreme.
Si era stabilito a Mondello una volta conclusa la carriera sportiva. Morì la mattina del 5 maggio 2002, dieci giorni prima di compiere 81 anni, nella domenica in cui la Juventus vinse il suo 26º scudetto; esattamente trent'anni prima era morto un suo figlio (nato a Palermo) nell'incidente aereo del volo Alitalia 112. Sepolto a Palermo, nel 2014 il Comune ha rinominato "Vycpálek" il piazzale antistante lo stadio Renzo Barbera.

## Caratteristiche tecniche

### Giocatore

Vycpálek in acrobazia con la maglia del Palermo

Giocava come centrocampista, in particolare mezzala destra, e possedeva una buona visione di gioco.
Giocatore di classe, aveva un carattere forte, trascinatore, da leader. Assomigliava come tipo di gioco a Giovanni Ferrari: aveva un'ottima tecnica, un eccellente controllo di palla e una buona visione di gioco e la capacità di valutare le situazioni tattiche per comportarsi di conseguenza. Quando si avvicinava all'area di rigore diventava molto pericoloso per gli avversari perché era dotato di un tiro molto potente e preciso.

### Allenatore
In panchina si dimostrava un tecnico in grado di valorizzare notevolmente i giovani.

## Carriera

### Giocatore

#### Club
Iniziò a giocare con lo Slavia Praga. Dopo la fine della seconda guerra mondiale, nel corso della quale fu anche internato a Dachau, nel 1945 impressionò positivamente i tecnici dello Slavia Praga che lo rivollero nella rappresentativa boema.
Il segretario generale della Juventus Artino era rimasto a sua volta colpito dalla coppia dello Slavia Praga Vycpálek-Korostelev: il duo accettò l'offerta della squadra torinese, divenendo entrambi i primi calciatori stranieri della squadra bianconera nel secondo dopoguerra. Vycpálek debuttò con i piemontesi il 6 ottobre 1946 nella classica contro il Milan: anche grazie alle sue prestazioni la Juventus rimontò da 3-1 a 3-3, e lo stesso calciatore cecoslovacco segnerà la rete del momentaneo 3-2. Vycpálek giocò a Torino soltanto la stagione 1946-1947, collezionando 27 presenze e 5 reti, dopodiché passò al Palermo, all'epoca in Serie B.
Con il club siciliano, dove rimase per cinque stagioni, vide la definitiva consacrazione, centrando la promozione in Serie A già alla prima (1947-1948) e divenendo capitano della squadra: così facendo, diventò il primo straniero ad aver ricoperto questo ruolo in un campionato italiano di massima serie. È stato anche il primo calciatore straniero del Palermo a segnare una tripletta in Serie A, nella partita del 23 ottobre 1948 vinta per 3-0 sulla Roma; tale record sarà poi eguagliato il 14 novembre 2010, in un 3-1 al Catania, dall'argentino Javier Pastore.

Vycpálek (in piedi, al centro) capitano del Parma nel campionato 1956-1957

Nella stagione 1952-1953 si trasferì al Parma con cui rimase per sei anni, ottenendo anche in Emilia i gradi di capitano, e ricoprendo inoltre dal 1956 il doppio ruolo di giocatore-allenatore prima di terminare la carriera agonistica nel 1958.

#### Nazionale
Giocò una partita non ufficiale con una selezione boema, allo stadio "Spartan", contro la Jugoslavia: Vycpálek realizzò un gol di testa e la partita si concluse sull'1-1.

### Allenatore
Vycpálek iniziò la carriera di allenatore nel 1958 a Palermo, città in cui fece in seguito trasferire la sua famiglia dopo l'occupazione della Cecoslovacchia da parte dell'Armata Rossa durante la primavera di Praga. Al termine della stagione 1958-1959, il secondo posto raggiunto nel campionato cadetto valse la promozione rosanero in Serie A. Venne poi esonerato dalla panchina palermitana il 15 maggio 1960, poche ore prima della trasferta sul campo dell'Inter (3-3), per decisione dell'allora segretario Totò Vilardo.

Da sinistra: gli juventini Morini e Salvadore in allenamento al Campo Combi nel 1972, agli ordini del tecnico Vycpálek.

Oltre ai rosanero, in questa fase della carriera guidò anche il Siracusa in Serie C, nel campionato 1960-1961, con cui mancò la possibile promozione in Serie B solo nelle ultime giornate, e il Marzotto Valdagno, sempre in terza serie, per il biennio seguente. Dopo un altro periodo in cui ritornò al Palermo, stavolta in qualità di tecnico del settore giovanile, nel 1965 prese le redini della Juventina Palermo, società all'epoca presieduta da Renzo Barbera e militante nel campionato siciliano di Prima Categoria, con cui l'11 giugno 1966 ottenne la promozione in Serie D vincendo lo spareggio intergirone contro la Provinciale di Messina (2-0). Guidò la squadra biancazzurra anche nella stagione successiva, ottenendo una salvezza tranquilla, e in seguito allenò il Mazara nel campionato 1969-1970.
Nel dicembre 1970, dopo essere stato esonerato dalla società mazarese, ritornò alla Juventus grazie anche a un incontro a Bagheria col suo vecchio amico e compagno di squadra Giampiero Boniperti, a quei tempi presidente del club bianconero. Divenuto allenatore delle giovanili juventine, l'anno seguente Vycpálek, dopo l'improvvisa morte di Armando Picchi, fu promosso alla guida della prima squadra. Il cecoslovacco rimase tecnico dei torinesi per il successivo triennio, vincendo due scudetti consecutivi nelle stagioni 1971-1972 e 1972-1973, disputando poi nel 1973 le finali di Coppa dei Campioni e Intercontinentale. Nell'annata 1971-1972 ricevette inoltre il trofeo Seminatore d'oro, unico allenatore non italiano, insieme allo svedese Nils Liedholm, a essere stato insignito con tale riconoscimento.
Nel 1974 lasciò la panchina bianconera a Carlo Parola, rimanendo negli anni seguenti nell'organigramma della Juventus in qualità di osservatore e responsabile del settore giovanile.

## Palmarès

### Giocatore

#### Club
- Campionato ceco: 3

Slavia Praga: 1939-1940, 1941-1942, 1942-1943
- Campionato italiano di Serie B: 1

Palermo: 1947-1948 (girone C)
- Campionato italiano Serie C: 1

Parma: 1953-1954

### Allenatore

#### Club
- Campionato italiano: 2

Juventus: 1971-1972, 1972-1973

#### Individuale
- Seminatore d'oro: 1

1971-1972